# Curtcircuit (pel·lícula)
Curtcircuit (títol original en anglès: Short Circuit) és una pel·lícula estatunidenca estrenada el 1986 i dirigida per John Badham. És una comèdia de ciència-ficció en la qual un prototip de robot anomenat Número 5 escapa dels seus creadors. Aquesta pel·lícula ha estat doblada al català. La pel·lícula és protagonitzada per Ally Sheedy, Steve Guttenberg, Fisher Stevens, Austin Pendleton i G. W. Bailey, amb Tim Blaney en la veu del robot. Aquest últim, en la ficció de la pel·lícula, fa part d'un programa d'investigació anomenat, en la versió original en anglès, S.A.I.N.T. (Strategic Artificially Intelligent Nuclear Transport). En la versió doblada al català aquest programa d'investigació va ser traduït com a SANTI (Sistema Artificial Nuclear de Transport Intel·ligent). Cada prototip d'aquest programa rep aquest nom, però amb un número d'identificació. El robot protagonista de la pel·lícula és SANTI Número 5, però acaba més tard per ser conegut senzillament com a «Número 5».
Aquesta pel·lícula va ser guanyadora del premi BMI Film Music Award de 1987 (lliurat al compositor David Shire).
Es va rodar una seqüela, Curtcircuit 2, estrenada el 1988.

## Repartiment

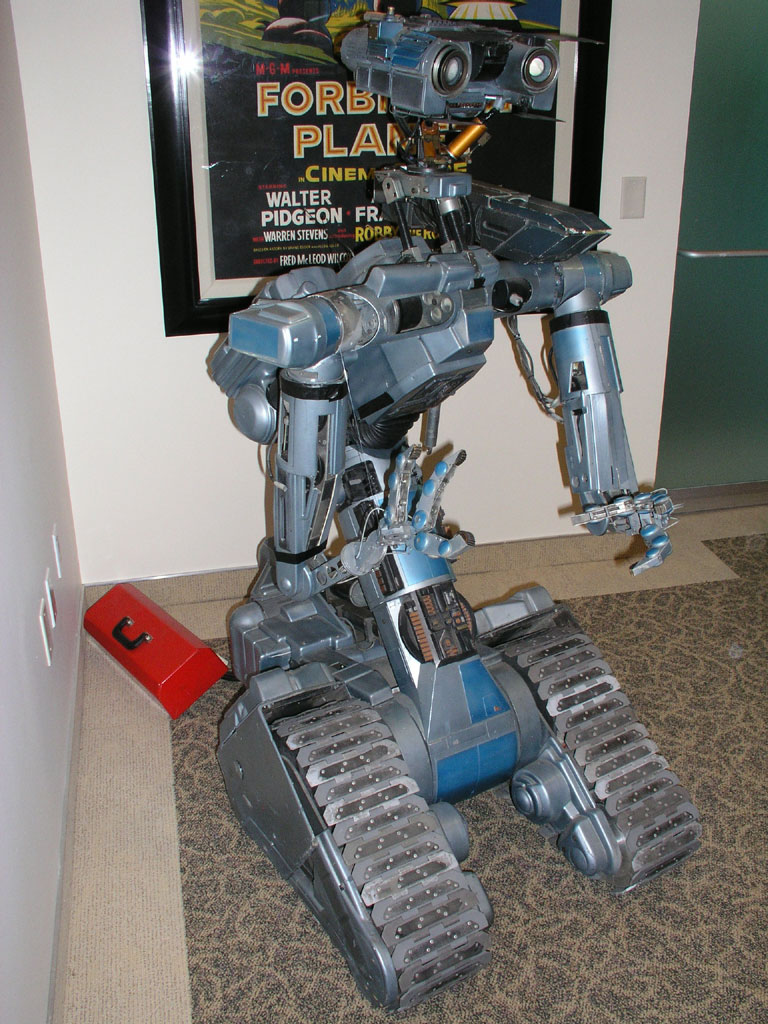
Número 5.

| Personatge         | Intèrpret            | Veu en català        |
| ------------------ | -------------------- | -------------------- |
| Stephanie Speck    | Ally Sheedy          | Sílvia Vilarrasa     |
| Newton Crosby      | Steve Guttenberg     | Pep Anton Muñoz      |
| Ben Jabituya       | Fisher Stevens       | Jordi Royo           |
| Howard Marner      | Austin Pendleton     | Pep Torrents         |
| Capità Skroeder    | G. W. Bailey         | Eduard Lluís Muntada |
| Frank              | Brian McNamara       | Luis Posada          |
| Número 5           | Tim Blaney           | Joan Pera            |
| Duke               | Marvin J. Mcintyre   | Òscar Barberan       |
| Sra. Cepeda        | Penny Santon         | Enriqueta Linares    |
| General Washburne  | Vernon Weddle        | Josep Maria Ullod    |
| Senadora Mills     | Barbara Tarbuck      | Marta Padovan        |
| Zack               | Billy Ray Sharkey    | Gal Soler            |
| Granger            | Howard Krick         | Jordi Campillo       |
| Esposa del Granger | Marjorie Card Hughes | Lourdes López        |
| Guarda             | Herb Smith           | Joaquim Sota         |